# Myrnopillya
Myrnopillya  (ucraniano: Мирнопілля) es una localidad del Raión de Bolhrad en el Óblast de Odesa de Ucrania. Según el censo de 2001, tiene una población de 2043 habitantes.